# Jean Wilson
Jean Wilson (* 19. Juli 1910 in Glasgow; † 3. September 1933 in Toronto) war eine für Kanada startende Eisschnellläuferin. 
Die in Schottland geborene Wilson zog als Kleinkind mit ihren Eltern nach Kanada. Im Alter von 15 Jahren begann sie mit dem Eisschnelllauf im Toronto Speed Skating Club. Sie wurde auf nationaler Ebene zur größten Konkurrentin von Lela Brooks, die in den späten 1920er Jahren die weltweit führende Eisschnellläuferin war. Wilson schlug Brooks 1930 in drei Rennen und gewann alle fünf Wettkämpfe, an denen sie bei den nordamerikanischen Meisterschaften 1931 teilnahm. Als eine von fünf Kanadierinnen (und von insgesamt zehn Sportlerinnen überhaupt) startete sie bei den Demonstrationswettbewerben im Eisschnelllauf im Rahmen der Olympischen Winterspiele 1932 in Lake Placid. Über 500 Meter gewann Wilson das Rennen, über 1000 Meter stürzte sie kurz vor der Ziellinie, über 1500 Meter belegte sie knapp hinter Kit Klein den zweiten Rang. 
Wenige Monate nach ihren olympischen Erfolgen kam Wilson mit der zum Muskelabbau führenden neurologischen Erkrankung Myasthenia gravis ins Krankenhaus von Toronto. Sie verstarb im Alter von 23 Jahren. 
Wilson zählte bei der Gründung der Hall of Fame des kanadischen Sports 1955 zu den erstaufgenommenen Mitgliedern. Die Lokalzeitung Toronto Telegram richtete 1934 in Gedenken an sie die Jean Wilson Trophy ein. 

## Belege
- Tom Boreskie: Olympic Showdown. Canadian speed skaters ruled the oval at the 1932 Lake Placid Games. In: Maclean’s. 4. Februar 2002. Seite 56.
- J. Thomas West: Biographie in The Canadian Encyclopedia. Online veröffentlicht am 19. März 2008.
- Biographie auf der Seite der Hall of Fame des kanadischen Sports.

| Personendaten    | Personendaten                 |
| ---------------- | ----------------------------- |
| NAME             | Wilson, Jean                  |
| KURZBESCHREIBUNG | kanadische Eisschnellläuferin |
| GEBURTSDATUM     | 19. Juli 1910                 |
| GEBURTSORT       | Glasgow                       |
| STERBEDATUM      | 3. September 1933             |
| STERBEORT        | Toronto                       |